# Saint-Maurice-en-Quercy
Saint-Maurice-en-Quercy è un comune francese di 231 abitanti situato nel dipartimento del Lot nella regione dell'Occitania.

## Società

### Evoluzione demografica
Abitanti censiti